# Июль 2022 года

Список событий июля 2022 года.

## События
- 1—31 июля — в Англии проходит чемпионат Европы по футболу среди женщин[1].
- 1—24 июля — проходит Тур де Франс[2][3].
- 1 июля
  - Началась велогонка Тур де Франс 2022[4];
  - В Каракалпакстане проходят митинги против поправок в Конституцию Узбекистана, предполагающих отмену суверенного статуса Каракалпакстана и его права на выход из состава страны[5];
  - Яир Лапид стал премьер-министром Израиля. Он будет возглавлять правительство до 1 ноября, когда в Израиле состоятся досрочные парламентские выборы. По их итогам будет сформирован новый состав кабинета министров[6];
  - Вторжение России на Украину: в результате ракетного удара по базе отдыха и жилому дому в Одесской области погибло не менее 20 человек, более 40 получили ранения[7];
  - В Турции выявлен первый случай оспы обезьян[8];
  - В США разрешили использовать спутниковый интернет Starlink для оснащения самолётов, морских и речных судов и автомобилей[9].
- 2 июля — французская теннисистка Ализе Корне в третьем круге Уимблдона прервала 37-матчевую победную серию первой ракетки мира Иги Свёнтек, которая продолжалась с февраля[10].
- 3 июля
  - В Будапеште завершился чемпионат мира по водным видам спорта, было разыграно 74 комплекта наград[11];
  - Вторжение России на Украину: обстрел Белгорода, погибло пять человек, повреждены более 70 домов[12][13];
  - Вторжение России на Украину: министр обороны России Сергей Шойгу доложил Владимиру Путину об освобождении всей территории Луганской Народной Республики после отступления войск ВСУ из Лисичанска[14];
  - 6 человек погибли и десять пропали без вести при сходе ледника Мармолада в итальянских Альпах[15];
  - В одном из торговых центров Копенгагена, Дания, произошла стрельба; есть 3 погибших[16].
- 4 июля
  - Стрельба в Хайленд-Парке в Чикаго: 8 погибших 46 пострадали[17]. То же самое случилось в Филадельфии во время фейерверка, пострадали 2 человека;
  - Власти Австралии заявили о снятии с 6 июля ограничений на въезд в страну для непривитых от COVID-19[18];
  - В Японии жителям префектуры Миядзаки рекомендовано эвакуироваться из-за приближения тайфуна; это предупреждение касается 17 000 жителей прибрежной зоны[19];
  - В Якутии из-за ураганного ветра и обрушения конструкций на стадионе пострадали 23 человека[20];
  - Завершился 240-суточный международный эксперимент SIRIUS-21, имитирующий в наземном экспериментальном комплексе восьмимесячный полёт на Луну[21].
- 5 июля
  - Бывший министр иностранных дел Австрии и член совета директоров «Газпрома» Карин Кнайсль покинула Австрию после получения «угрозы убийством»[22];
  - В результате столкновений у здания Собрания в ходе протестов в Северной Македонии пострадало 47 полицейских[23];
  - В Индии по меньшей мере 48 человек погибли в результате оползня; большинство погибших железнодорожные рабочие и военные[24];
  - В Саратовской области полностью остановили движение поездов из-за падения грузовика на пути и повреждения электрооборудования; из-за инцидента остановился в том числе пассажирский поезд[25];
  - В турецком курортном регионе Анталья вспыхнул лесной пожар; из-за распространения огня остановлена работа канатных дорог, расположенных недалеко от очага возгорания[26].
- 6 июля
  - В алжирском Оране завершились 19-е Средиземноморские игры, перенесённые с 2021 года[27];
  - Министерство национальной обороны Канады объявило о введении существенных изменений в уставе касательно требований к внешнему виду военнослужащих[28];
  - 36 высокопоставленных чиновников британского правительства Бориса Джонсона ушли в отставку из-за гомосексуального скандала вокруг Криса Пинчера[29].
- 7—17 июля — в Бирмингеме, штат Алабама, США, проходят Всемирные игры[30].
- 7 июля
  - В результате ДТП с туристическим автобусом в Египте погибли 8 человек, ещё 36 получили различные травмы[31];
  - Археологи в ходе раскопок на разрушающейся около Красноярского водохранилища верхнепалеолитической стоянке Сабаниха-3 обнаружили свыше 3000 находок[32].
- 8 июля — в результате покушения погиб бывший премьер-министр Японии Синдзо Абэ. Он был застрелен двумя выстрелами в спину, нападавшего задержали на месте[33].
- 9 июля — Вторжение России на Украину: ракетный удар по Часову Яру, более 40 погибших[34].
- 11 июля
  - Опубликовано первое изображение, полученное космическим телескопом «Джеймс Уэбб». Это изображение ранней Вселенной с самым высоким разрешением из когда-либо сделанных ранее[35];
  - Вторжение России на Украину:
    - Ракетный удар по Харькову, шесть человек погибло, более 30 ранено[36];
    - В Харьковской области в результате взрыва автомобиля убит глава администрации занятого Россией посёлка Великий Бурлук Евгений Юнаков[37].
- 12 июля
  - В России выявлен первый случай заражения оспой обезьян[38][39];
  - Доллар США достиг паритета с евро впервые с декабря 2002 года[40];
  - Вторжение России на Украину: в Херсонской области был нанесён ночной ракетный удар по оккупированному Россией городу Новая Каховка[41]. По данным Украины, были уничтожены склады боеприпасов[42].
- 13 июля
  - Со стартового комплекса Центра космических запусков Сичан была запущена ракета «Чанчжэн-3B» со спутником-ретранслятором «Тяньлянь-2»; аппарат успешно выведен на рабочую орбиту[43];
  - Власти Шри-Ланки объявили режим чрезвычайного положения в стране[44];
  - Северная Корея признала независимость ДНР и ЛНР[45];
  - Украина разорвала дипломатические отношения с КНДР[46].
- 14 июля
  - Вторжение России на Украину: ракетный удар по Виннице, сообщается о 20 погибших, среди них — трое детей[47][48];
  - Премьер-министр Эстонии Кая Каллас и её кабинет подали в отставку. Ожидается, что Каллас, исполняющая обязанности премьера, сформирует новое правительство и вернётся на свой пост 18 июля. В новую коалицию войдут Партия реформ, «Отечество» и социал-демократы[49][50];
  - Курс японской иены обновил минимум с 1998 года, впервые с прошлого века доллар США стоит дороже 139 иен. За последний год иена подешевела почти на 25 %[51].
- 15 июля
  - На пост главы Роскосмоса назначен новый руководитель Юрий Борисов[52];
  - Американская компания SpaceX осуществила запуск грузового корабля Cargo Dragon 2[53].
- 17 июля
  - В Греции потерпел крушение военно-транспортный самолёт Ан-12, выполнявший рейс из Сербии в Бангладеш[54];
  - Пятикратный чемпион мира по биатлону среди юниоров Игорь Малиновский погиб при крушении вертолёта[55];
  - Компания SpaceX при помощи ракеты-носителя Falcon 9 вывела на орбиту ещё 53 мини-спутника для сети Starlink[56].
- 18 июля — Правительство Великобритании вынесло на голосование в Палате общин вопрос о доверии к правительству Великобритании[57][58].
- 19 июля:
  - В России впервые выявили штамм коронавируса «Кентавр»[59];
  - В Лондоне зарегистрирована рекордно высокая температура — +40,2 °C. Это первый случай в истории, когда в Соединённом Королевстве была зафиксирована температура выше 40 °C[60];
  - В Индонезии 13 человек числятся пропавшими без вести после крушения лайнера[61].
- 20 июля — действующий чемпион мира по шахматам Магнус Карлсен отказался защищать свой титул; это произошло впервые за 50 лет. Шахматную корону разыграют Ян Непомнящий и Дин Лижэнь[62].
- 21 июля — в Пакистане 20 человек погибли, ещё 30 числятся пропавшими без вести после опрокидывания лодки в реке Инд; всего на борту было свыше 100 человек[63].
- 22 июля
  - В Китае для подавления протестов обманутых вкладчиков в провинции Хэнань были выведены на улицы танки[64];
  - Искусственный интеллект NLLB-200 научился более качественно переводить на башкирский язык в прямой паре с 200 языков; в работе над этим есть заслуга и башкирских вики-бабушек, т.к. новейшая модель машинного перевода обучалась на текстах Википедии[65].
- 24 июля — в Сочи после залповых ливней объявили режим ЧС[66].
- 25 июля — цена на газ в Европе выросла до 1890 долларов за тысячу кубометров[67].
- 26 июля
  - Власти Китая вынудили руководство компаний Huawei и Foxconn минимум на неделю перевести работу на «замкнутый цикл» — они получили право продолжить работу в условиях карантина, но сотрудники компаний должны будут находиться на территории производств всё это время[68];
  - В результате землетрясения в Эквадоре пострадали 8 человек; эпицентр землетрясения располагался в 5 км от города Сан-Габриэль[англ.][69];
  - Цена на газ в Европе превысила отметку 2200 долларов США[70].
- 27 июля
  - В Чили произошло землетрясение магнитудой 6,1 балла[71];
  - В Австралии выяснили личность умершего из дела «Тамам Шуд»; им оказался 43-летний инженер-электрик Карл Уэбб[72].
- 28 июля
  - С 28 июля по 8 августа в Бирмингеме (Великобритания) проходят XXII Игры Содружества[73];
  - В Мексике в результате взрыва на предприятии 1 человек погиб и 12 пострадали[74];
  - Соединяющий Болгарию и Румынию паром, ходивший через Дунай возле румынского города Бекет и болгарского города Оряхово, временно прекратил работу из-за засухи и падения уровня воды в реке[75];
  - В Южной Корее родились два щенка бигля с откорректированным геномом[76];
  - В Германии более 1000 рейсов авиакомпании «Люфтганза» оказались экстренно[77] отменены из-за забастовки сотрудников[78].
- 29 июля
  - По исправительной колонии в Еленовке Донецкой области, в которой содержались украинские военнопленные, был нанесён удар, в результате которого, по информации представителей самопровозглашённой ДНР, погибли 53 украинских пленных[79];
  - В Кабуле на стадионе для крикета во время соревнований прогремел взрыв на зрительской трибуне; пострадали 4 человека[80];
  - В турецком курортном районе Мармарис природные пожары подошли к территории отелей, огнём уничтожены несколько построек; постояльцы и сотрудники ближайших отелей эвакуированы. В тушении пожара заняты семь вертолётов и пять самолётов[81].
- 31 июля
  - По обновлённым данным на 31 июля, жертвами землетрясения на Филиппинах, произошедшего 27 июля, стали 10 человек, ещё 375 пострадали; в эвакуационных пунктах продолжают оставаться 34 000 человек[82];
  - На парламентских выборах в Сенегале победила провластная коалиция «Объединение за перемены», получив 82 из 165 мест в Национальной ассамблее[83];
  - В Республике Конго состоялся второй тур парламентских выборов. По итогам двух туров правящая Конголезская партия труда получила 111 из 151 места в Национальной собрании[84].